# Wilkoszewice (przystanek kolejowy)
Wilkoszewice – jeden z przystanków kolejowych na linii kolejowej Warszawa Zachodnia – Katowice w Wilkoszewicach (powiat piotrkowski). Według klasyfikacji PKP ma kategorię dworca lokalnego. Na przystanku zatrzymują się tylko pociągi osobowe.

## Ruch pasażerski[2]
| Rok  | Wymiana pasażerska na dobę |
| ---- | -------------------------- |
| 2017 | 10-19                      |
| 2018 | 10-19                      |
| 2019 | 10-19                      |
| 2020 | 10-19                      |
| 2021 | 50-99                      |
| 2022 | 50-99                      |
| 2023 | 100-149                    |
| 2024 | 100-149                    |

## Modernizacja
Na przełomie stycznia i lutego 2019 PKP podpisały z konsorcjum firm Helifactor i MERX umowę na budowę tzw. innowacyjnego dworca systemowego w formie półotwartej poczekalni ogrzewanej promiennikami osłony. W maju 2022 budynek został oddany do użytku.